# Pauline Collins

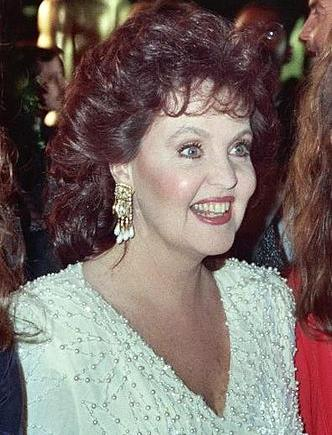
Pauline Collins på Oscarsgalan 1990.

Pauline Collins, född 3 september 1940 i Exmouth, Devon, är en brittisk skådespelare. Collins blev först bemärkt då hon porträtterade Sarah Moffat i Herrskap och tjänstefolk (1971-1973) och i dess spinoff Thomas och Sarah (1979). År 1992 publicerade hon sin självbiografi, med titeln Letter to Louise.
Collins spelade titelrollen i pjäsen Shirley Valentine, för vilken hon vann en Olivier Award 1988, en Drama Desk Award samt en Tony 1989. Hon repriserade rollen i filmatiseringen från 1989 och vann en BAFTA Award för bästa kvinnliga huvudroll, samt mottog Golden Globe och Oscar-nomineringar. Hon spelade också huvudrollen i dramaserierna Forever Green (1989-1992) och The Ambassador (1998-1999). Bland de filmer hon medverkat i kan nämnas Glädjens stad (1992), Paradise Road (1997), Albert Nobbs (2011), Kvartetten (2012) och The Time of Their Lives (2017).

## Biografi
Collins slog igenom i rollen som Sarah i TV-serien Herrskap och tjänstefolk (1971-1975). Tillsammans med maken, skådespelaren John Alderton gjorde hon en uppföljare, som också blev mycket populär, Thomas och Sarah (1979). Hon och Alderton hade också huvudrollerna i TV-serien Leva på landet (1990).
Hon gjorde succé på Broadway i pjäsen Shirley Valentine, för vilken hon erhöll en Tony. Pjäsen blev film samma år och Collins Oscarnominerades.
2001 tilldelades den förnäma Brittiska Imperieorden, (OBE).
Sedan 1969 är hon gift med John Alderton; paret har tre barn.

## Filmografi i urval
- 1967 – Doktor Who (TV-serie)[5]
- 1971–1973 – Herrskap och tjänstefolk (TV-serie)
- 1979 – Thomas och Sarah (TV-serie)
- 1989 – Shirley Valentine
- 1989–1992 – Forever Green (TV-serie)
- 1992 – Glädjens stad
- 1997 – Paradise Road
- 1998–1999 – The Ambassador (TV-serie)
- 2003 - Sparkling Cyanide (TV-film)
- 2005 – Bleak House (TV-serie)
- 2006 – Doktor Who (TV-serie) (ett avsnitt)
- 2010 – Du kommer att möta en lång mörk främling
- 2010 – Merlin (TV-serie) (ett avsnitt)
- 2011 – Albert Nobbs
- 2012 – Kvartetten
- 2015–2016 – I Dickens magiska värld (TV-serie)
- 2017 – The Time of Their Lives